# Alice White
Alice White (Paterson, 25 agosto 1904 – Los Angeles, 19 febbraio 1983) è stata un'attrice statunitense.

## Biografia
Nata nello Stato del New Jersey con il nome di Alva White i suoi genitori avevano origini francesi e italiane, la madre morì quando lei aveva tre anni.
Studiò al Roanoke College in Virginia e al Hollywood High School dove studiarono anche i futuri attori Joel McCrea e Mary Brian.
Iniziata la carriera cinematografica lasciò il cinema temporaneamente nel 1931 per poi ritornarvi alcuni anni dopo nel 1933. Si sposò più volte:
- Sy Bartlett (1933–1937)
- Jack Roberts (1941–1949)

Morì all'età di 79 anni.

## Filmografia parziale

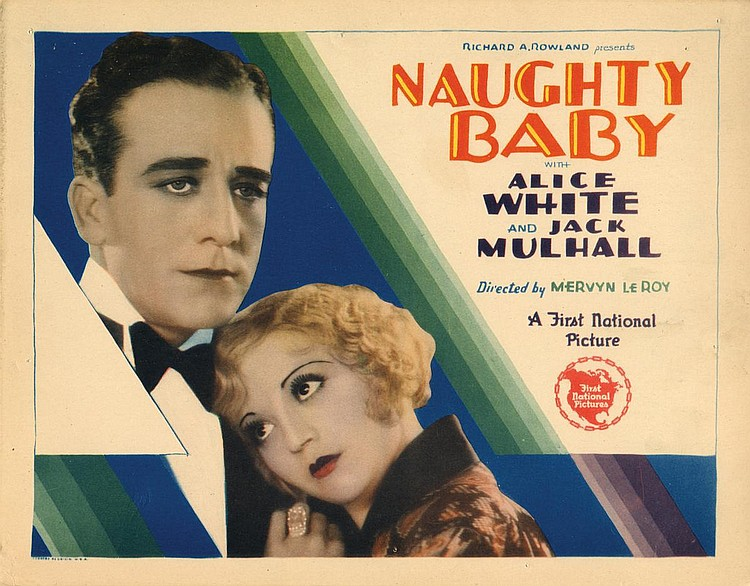
Poster di Monella bionda

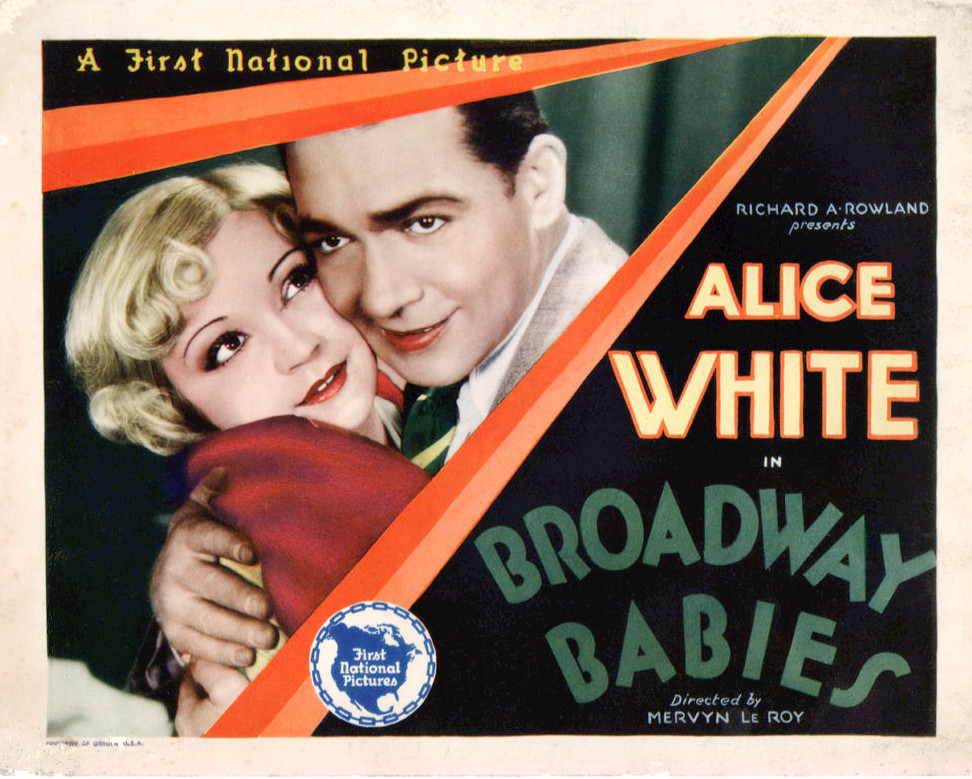
Poster di Ragazze d'America

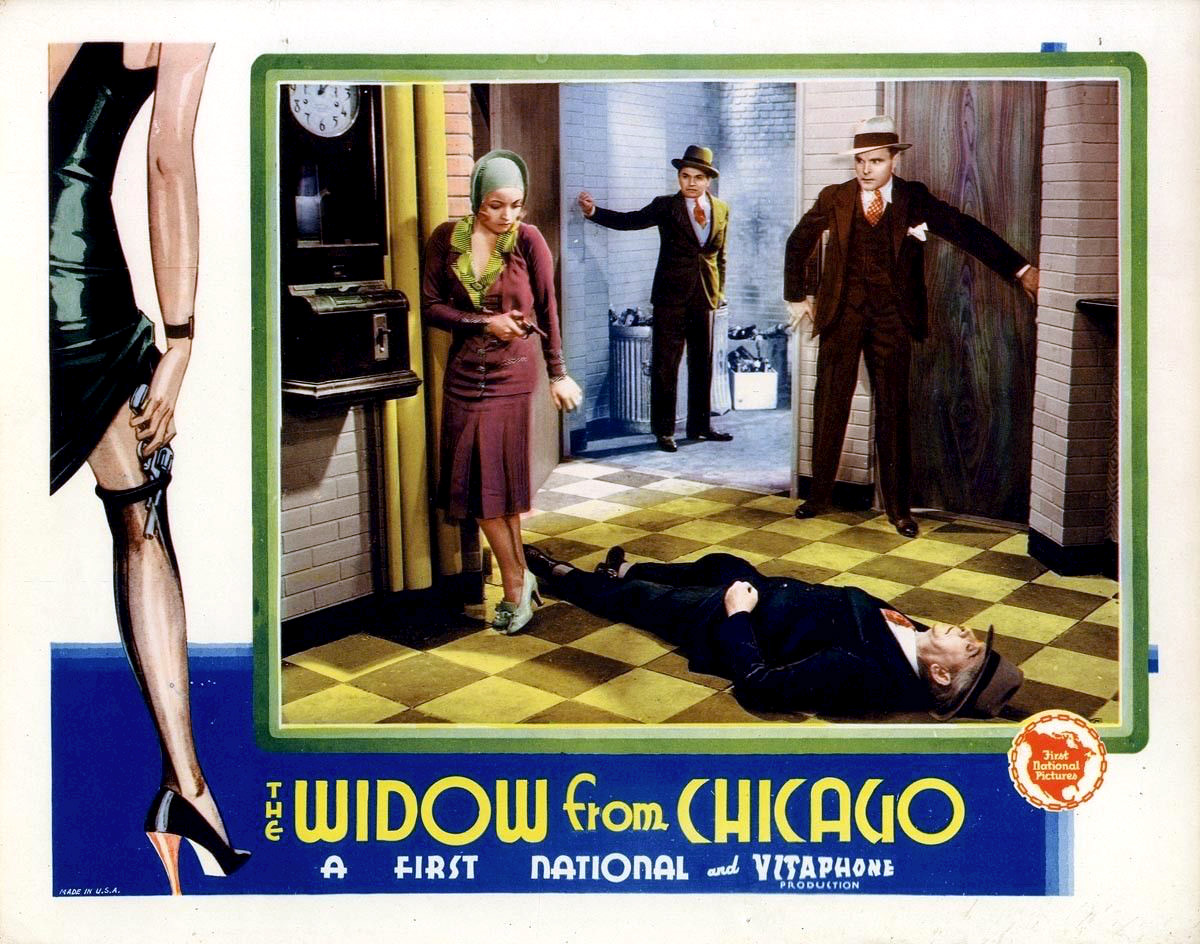
Poster di The Widow from Chicago

- Breakfast at Sunrise, regia di Malcolm St. Clair (1927)
- American Beauty, regia di Richard Wallace (1927)
- The Satin Woman, regia di Walter Lang (1927)
- The Sea Tiger, regia di John Francis Dillon (1927)
- La vita privata di Elena di Troia (The Private Life of Helen of Troy), regia di Alexander Korda (1927)
- I signori preferiscono le bionde (Gentlemen Prefer Blondes), regia di Malcolm St. Clair (1927)
- Mad Hour, regia di Joseph Boyle (1928)
- Monella bionda (Naughty Baby), regia di Mervyn LeRoy (1928)
- Lasciatemi ballare! (Show Girl), regia di Alfred Santell (1928)
- Lingerie, regia di George Melford (1928)
- The Big Noise (1928)
- Harold Teen, regia di Mervyn LeRoy (1928)
- Rivista delle nazioni (The Show of Shows), regia di John G. Adolfi (1929)
- La reginetta delle canzoni (The Girl from Woolworth's), regia di William Beaudine (1929)
- Ragazze d'America (Broadway Babies), regia di Mervyn LeRoy (1929)
- La studentessa dinamica (Hot Stuff), regia di Mervyn LeRoy (1929)
- Vertigine del lusso (Playing Around), regia di Mervyn Le Roy (1930)
- The Widow from Chicago, regia di Edward F. Cline (1930)
- Show Girl in Hollywood, regia di Mervyn LeRoy (1930)
- Sweet Mama, regia di Edward F. Cline (1930)
- Birichina del gran mondo (The Naughty Flirt), regia di Edward F. Cline (1931)
- Murder at Midnight, regia di Frank R. Strayer (1931)
- Guerra bianca (Employees' Entrance), regia di Roy Del Ruth (1933)
- Piroscafo di lusso (Luxury Liner), regia di Lothar Mendes (1933)
- Dinamite doppia (Picture Snatcher), regia di Lloyd Bacon (1933)
- Jimmy il gentiluomo (Jimmy the Gent), regia di Michael Curtiz (1934)
- Cross Country Cruise, regia di Edward Buzzell (1934)
- A Very Honorable Guy, regia di Lloyd Bacon (1934)
- Secret of the Chateau, regia di Richard Thorpe (1935)
- Sweet Music, regia di Alfred E. Green (1935)
- La grande città (The Big City), regia di Frank Borzage (1937)
- Telephone Operator, regia di Scott Pembroke (1937)
- Annabel Takes a Tour, regia di Lew Landers (1938)
- King of the Newsboys, regia di Bernard Vorhaus (1938)
- Night of January 16th, regia di William Clemens (1941)
- Viale Flamingo (Flamingo Road), regia di Michael Curtiz (1949)

## Riconoscimenti
- Celebrità della Hollywood Walk of Fame